# Spartolus
Spartolus is een geslacht van rechtvleugeligen uit de familie doornsprinkhanen (Tetrigidae). De wetenschappelijke naam van dit geslacht is voor het eerst geldig gepubliceerd in 1877 door Stål.

## Soorten
Het geslacht Spartolus omvat de volgende soorten:
- Spartolus minax Walker, 1871
- Spartolus tricostatus Bolívar, 1887